# Ранкович, Любиша
Лю́биша Ра́нкович (серб. Љубиша Ранковић; 10 декабря 1973, Валево, СФРЮ) — сербский футболист, полузащитник, тренер.

## Биография
Начал заниматься футболом в клубе «Будучность» (Валево). Позже перешёл в «Партизан», в клубе выступал с 1992 года по 2003 год. Также выступал на правах аренды в клубах: «Рад», «Соннам», «Земун», «Сычуань Дахэ». В 2003 году перешёл во французский клуб «Кан». В 2005 году вместе с клубом дошёл до финала Кубка французской лиги, в финале «Кан» проиграл «Страсбуру» (2:1). В сентябре 2005 года перешёл в запорожский «Металлург», подписав контракт сроком на один год. В чемпионате Украины дебютировал 25 сентября 2005 года в матче против алчевской «Стали» (1:1). Зимой 2006 года перешёл во французский «Сет». В январе 2007 года перешёл в сербский клуб «Смедерево», после закончил карьеру игрока.
В 2008 году перешёл на должность тренера-селекционера в клубе «Партизан».
В декабре 2014 года вошёл в тренерский штаб нового главного тренера минского «Динамо» Душана Угрина — младшего. Спустя год покинул клуб. Летом 2017 года стал помощником тренера в греческом ПАОКе.